# أحمد عبد العاطي
أحمد عبد العاطي (13 أكتوبر 1970 -) شغل منصب مديراً لمكتب رئيس الجمهورية في مصر خلال فترة (2012 - 2013).

## حياته ونشأته
الدكتور أحمد محمد محمد عبد العاطي
ولد في الزقازيق الشرقية في 13 أكتوبر 1970 بكالوريس العلوم الصيدلية من جامعة الزقازيق متزوج وله أربعة من الأولاد .

## مسيرته[1]
- مديرا لمكتب رئيس الجمهورية في مصر (2012 - 2013) صدر قرار جمهوري في أواخر يوليو 2012 من الرئيس السابق محمد مرسي بتعينه في هذا المنصب، وعزل من منصبه خلال مظاهرات 30 يونيو، بعد إقالة رئيس الجمهورية محمد مرسي.
- عمل كمدير إنتاج في شركة T3A Industrial في مصانعها لإنتاج الأدوية في أسيوط حتى 2005.

- الأمين العام للإتحاد الإسلامي العالمي للمنظمات الطلابية

## اعتقاله وحبسه[3][4]
- اعتقل مرة واحدة لمدة ستة أشهر عام 1998.
- من ضمن المحالين للمحاكمة العسكرية عام 2006 وحكم بخمس سنوات.
- بعد أحداث ال30 يونيو عزل من منصبه، وتبين لاحقا بعد مرور أكثر من أربعين يوماً، أنه أعتقل في الحرس الجمهوري بوسط القاهرة، نتيجة حملة الاعتقالات جماعة الإخوان المسلمين، وإيداع بسجن مزرعة طرة علي ذمة قضيتي التخابر مع حماس وموقعة الإتحادية.
- أدين بتهمة التخابر والتظاهر والقبض على المتظاهرين المعرضون وتعذيبهم، إبان أحداث الإتحادية.